# Мартин, Дэвид (футболист)
Дэ́вид Э́двард Ма́ртин (англ. David Edward Martin; род. 22 января 1986, Ромфорд, Большой Лондон) — английский футболист, вратарь.

## Биография
Родился в 1986 году в городке Ромфорд, на территории Внешнего Лондона, в семье бывшего защитника сборной Англии Элвина Мартина. У него есть младший брат Джо (р. 1988), который также стал профессиональным футболистом.

### Клубная карьера
Начинал заниматься футболом в академии «Тоттенхэм Хотспур», где изначально играл на позиции защитника. Профессиональную карьеру начал в клубе «Уимблдон», за который весной 2004 года сыграл 2 матча в первом дивизионе. В том же году клуб был преобразован в «Милтон-Кинс Донс», где Мартин провёл ещё полтора сезона. 12 января 2006 года вратарь подписал контракт с клубом «Ливерпуль». Хотя он и попадал в заявку основной команды, за «Ливерпуль» так и не сыграл. Первое время Мартин выступал за молодёжную команду клуба, а затем ещё несколько лет провёл в аренде в клубах низших профессиональных лиг Англии. 
В 2010 году Мартин вернулся в «МК Донс», где сразу же стал основным игроком клуба и провёл в команде следующие 7 лет. В составе клуба он выступал в основном в Лиге 1, а в сезоне 2014/15 занял с командой второе место и вышел в Чемпионшип. Сезон в Чемпионшипе сложился для команды неудачно и клуб вернулся в Лигу 1, однако сам Дэвид Мартин был признан лучшим игроком команды в этом сезоне. В 2017 году он стал игроком клуба «Миллуолл», выступающего в Чемпионшипе, но в новом клубе не закрепился и за два сезона сыграл лишь 11 матчей в лиге.
Летом 2019 года Мартин подписал двухлетний контракт с клубом английской Премьер-лиги «Вест Хэм Юнайтед». В клубе он рассматривался в качестве резервного вратаря, но получил свой шанс из-за проблем со здоровьем у основного вратаря Лукаша Фабианьски и его первого сменщика Роберто. 30 ноября того же года, в возрасте 33-х лет Дэвид Мартин дебютировал в Премьер-лиге в матче против «Челси», в котором не пропустил голов и помог «Вест Хэму» одержать победу с минимальном счётом 1:0.

### Карьера в сборной
В начале карьеры Мартин был игроком юношеских сборных Англии. В 2005 году в составе сборной до 19 лет принимал участие в юношеском чемпионате Европе, где был основным вратарём команды и дошёл до финала турнира, в котором Англия уступила сборной Франции (1:3).

## Достижения

### Командные
Сборная Англии(до 19 лет)
- Финалист чемпионата Европы до 19 лет: 2005

«Лестер Сити»
- Победитель Лиги 1: 2008/09

### Личные
- Игрок года клуба «Милтон Кинс Донс»: 2015/16